# Grand Prix Cycliste de Québec 2010
Il Grand Prix Cycliste de Québec 2010, prima edizione della corsa, valevole come ventitreesima prova del Calendario mondiale UCI 2010, si svolse il 10 settembre 2010 su un percorso totale di 189 km. Fu vinto dal francese Thomas Voeckler, che concluse la gara in 4h35'26".

## Squadre e corridori partecipanti
A quest'edizione hanno preso parte 22 squadre, le 18 iscritte all'UCI ProTour, tre con licenza Professional Continental (BBox Bouygues Telecom, BMC Racing Team e Cofidis) e una rappresentativa canadese.
| N.      | Cod. | Squadra                       |
| ------- | ---- | ----------------------------- |
| 1-8     | GRM  | Garmin-Transitions            |
| 11-18   | EUS  | Euskaltel-Euskadi             |
| 21-28   | RAB  | Rabobank                      |
| 31-38   | RSH  | Team RadioShack               |
| 41-48   | LIQ  | Liquigas-Doimo                |
| 51-58   | QST  | Quick Step                    |
| 61-68   | SKY  | Sky Professional Cycling Team |
| 71-78   | FDJ  | FDJ                           |
| 81-88   | SAX  | Team Saxo Bank                |
| 91-98   | KAT  | Team Katusha                  |
| 101-107 | ALM  | AG2R La Mondiale              |

| N.      | Cod. | Squadra                    |
| ------- | ---- | -------------------------- |
| 111-118 | LAM  | Lampre-Farnese Vini        |
| 121-128 | THR  | Team HTC-Columbia          |
| 131-138 | GCE  | Caisse d'Epargne           |
| 141-148 | MRM  | Team Milram                |
| 151-158 | AST  | Astana                     |
| 161-168 | OLO  | Omega Pharma-Lotto         |
| 171-178 | FOT  | Footon-Servetto            |
| 181-188 | BBO  | BBox Bouygues Telecom      |
| 191-198 | BMC  | BMC Racing Team            |
| 201-208 | COF  | Cofidis                    |
| 211-218 | CAN  | Selezione nazionale Canada |

## Ordine d'arrivo (Top 10)
| Pos. | Corridore            | Squadra       | Tempo    |
| ---- | -------------------- | ------------- | -------- |
| 1    | Thomas Voeckler      | Bouygues Tel. | 4h35'26" |
| 2    | Edvald Boasson Hagen | Sky           | a 2"     |
| 3    | Robert Gesink        | Rabobank      | s.t.     |
| 4    | Ryder Hesjedal       | Garmin        | s.t.     |
| 5    | Staf Scheirlinckx    | Omega Pharma  | s.t.     |
| 6    | Alessandro Ballan    | BMC           | s.t.     |
| 7    | Fabian Wegmann       | Milram        | s.t.     |
| 8    | Maxime Monfort       | HTC-Columbia  | s.t.     |
| 9    | Francesco Reda       | Quick Step    | s.t.     |
| 10   | Damiano Cunego       | Lampre        | s.t.     |

## Punteggi UCI
| Pos. | Corridore            | Squadra       | Punti |
| ---- | -------------------- | ------------- | ----- |
| 1    | Thomas Voeckler      | Bouygues Tel. | 80    |
| 2    | Edvald Boasson Hagen | Sky           | 60    |
| 3    | Robert Gesink        | Rabobank      | 50    |
| 4    | Ryder Hesjedal       | Garmin        | 40    |
| 5    | Staf Scheirlinckx    | Omega Pharma  | 30    |
| 6    | Alessandro Ballan    | BMC           | 22    |
| 7    | Fabian Wegmann       | Milram        | 14    |
| 8    | Maxime Monfort       | HTC-Columbia  | 10    |
| 9    | Francesco Reda       | Quick Step    | 6     |
| 10   | Damiano Cunego       | Lampre        | 2     |

| Pos. | Squadra                       | Punti |
| ---- | ----------------------------- | ----- |
| 1    | BBox Bouygues Telecom         | 80    |
| 2    | Sky Professional Cycling Team | 60    |
| 3    | Rabobank                      | 50    |
| 4    | Garmin-Transitions            | 40    |
| 5    | Omega Pharma-Lotto            | 30    |
| 6    | BMC Racing Team               | 22    |
| 7    | Team Milram                   | 14    |
| 8    | Team HTC-Columbia             | 10    |
| 9    | Quick Step                    | 6     |
| 10   | Lampre-Farnese Vini           | 2     |

| Pos. | Squadra     | Punti |
| ---- | ----------- | ----- |
| 1    | Francia     | 80    |
| 2    | Norvegia    | 60    |
| 3    | Paesi Bassi | 50    |
| 4    | Canada      | 40    |
| 5    | Belgio      | 40    |
| 6    | Italia      | 30    |
| 7    | Germania    | 14    |